# Darkness in the Light
Darkness in the Light – piąty album studyjny amerykańskiej grupy muzycznej Unearth, wydany 5 lipca 2011 nakładem Metal Blade Records. Była to ostatnia płyta studyjna wydana w tej wytwórni i zarazem ostatnia w składzie z gitarzystą basowym Johnem „Slo” Maggardem.

## Lista utworów
1. „Watch It Burn” – 4:06
2. „Ruination of the Lost” – 3:35
3. „Shadows In the Light” – 3:45
4. „Eyes of Black” – 3:53
5. „Last Wish” – 3:06
6. „Arise the War Cry” – 3:55
7. „Equinox” – 2:58
8. „Coming of the Dark” – 3:07
9. „The Fallen” – 3:35
10. „Overcome” – 3:11
11. „Disillusion” – 3:37

## Teledyski
- „Watch It Burn” (2012, reż: Scott Hansen)[3]

## Twórcy
Skład zespołu
- Trevor Phipps – śpiew, teksty
- Buz McGrath – gitara
- Ken Susi – gitara, śpiew melodyjny[4], koprodukcja, inżynieria
- John „Slo” Maggard – gitara basowa, fortepian, śpiew melodyjny
- Justin Foley – perkusja

Udział innych
- Adam Dutkiewicz – produkcja muzyczna[5]
- Mark Lewis – miksowanie, mastering
- Alan Douches – mastering
- Mike D'Antonio – projekt grafiki